# Todo sobre Camila (telenovela)
Todo sobre Camila es una telenovela del año  2002 producida por la cadena Venevisión, en conjunto con la productora peruana Iguana Producciones.
La telenovela fue grabada en tres países (Perú, Ecuador y Venezuela) con Scarlet Ortiz y Segundo Cernadas como los protagonistas y con Bernie Paz, Carla Barzotti, Javier Delgiudice y Denice Balelo como los antagonistas.

## Argumento
Camila Montes de Alba (Scarlet Ortiz) es una trabajadora y hermosa estudiante de economía, quien es oriunda de una de las familias más aristocráticas de Lima. Pero desde la muerte de su padre, ahora se ve obligada a trabajar de camarera en un club exclusivo después de que su familia se haya quedado en bancarrota, con la lujosa mansión de los Montes de Alba, la Fundación Montes de Alba y el prestigio de su apellido, siendo las únicas evidencias que puede mostrar de su linaje aristocrático. Su madre, Florencia Montes de Alba (Yvonne Frayssinet), se niega a aceptar el hecho de que son pobres y no puede permitirse que su hija se junte con personas ajenas a la clase alta esperando tener cerca a ella a personas de su estatus social. Sin embargo, Camila junto con la ayuda de su nana Juanita (Mariella Trejos), intenta ganarse la vida, al igual que cualquier otra persona normal.
Durante un evento para recaudar fondos para la Fundación de su familia, Camila conoce a Alejandro Novoa (Segundo Cernadas), el heredero de un imperio hotelero de Ecuador y un abogado de profesión. Alejandro es un apasionado del medio ambiente, pero las expectativas de su familia le impiden perseguir lo que más ama. Los dos pasan tiempo juntos, y se desarrolla una atracción mutua entre los dos.
Sin embargo, su futura felicidad está amenazada por la aparición de Eduardo Bonfil (Bernie Paz), un empresario calculador que ha acumulado su fortuna a través de medios sin escrúpulos levantándose a costas de la pobreza de la gente en las favelas de la ciudad. Eduardo hace una apuesta a ser el primer hombre en la vida de Camila, con la intención de casarse con ella para mejorar su posición en la sociedad debido a los beneficios que obtendrá del apellido privilegiado de Camila. Para lograr su objetivo, Eduardo comienza a seducir a Florencia y sabiendo que su familia está en deuda, presta su dinero para un negocio potencial en donde la engaña logrando que le firmé su mansión. Además, Eduardo compra un anillo muy caro que perteneció a la nobleza europea para presentársela a Camila como un anillo de compromiso. Mientras tanto, Alicia (Carla Barzotti), la asistente y amante de Eduardo, está furiosa por la atención que Eduardo le está dando a Camila. Por celos, ella contrata a un joyero para crear una falsa réplica del anillo de la reina con el fin de inculpar a Camila de robo. Después de algún tiempo, Camila le dice a Eduardo que no está enamorada de él y que quiere romper su compromiso. Sin embargo, luego ella se muestra de acuerdo en seguir adelante con la fiesta de compromiso que se va a celebrar en el mar en un yate de lujo cerca de las Islas Galápagos. Sin embargo, durante la fiesta, Camila escucha una conversación entre Felipe y Eduardo sobre la apuesta que hicieron para conquistarla. Furiosa, abandona el anillo y salta del barco. Coincidentemente, termina en la orilla en donde Alejandro tiene una casa en el lago. Los dos hacen el amor en esa noche. A la mañana siguiente, Alejandro despierta sólo para encontrarse con que Camila se ha ido. Mientras camina sobre las calles de Quito, Camila se encuentra con un alemán y Flavio, dos estudiantes de periodismo a los cuales ella y su madre conocieron mientras ellos estudiaban en Lima. Los dos se ponen de acuerdo en ayudarla y llevarla a su casa. Con el fin de ocultar su identidad, Camila se corta su cabello largo y hermoso y pretende ser hombre por un tiempo antes de que ella revele su verdadera identidad a la familia del alemán.
Después Camila se pierde en el mar, por lo que se lleva a cabo la búsqueda de Camila sin ningún rastro de su cuerpo, por lo que temporalmente se presume que ella está muerta. Con el fin de lograr su objetivo de enmarcar a Camila, Alicia lleva su laptop en donde Camila escribió sus diario entradas y corrige las piezas específicas para que pudiera parecer que Camila había planeado robar el anillo de la reina todo el tiempo. Eduardo se pone furioso cuando se entera de la supuesta traición de Camila, y él se compromete en asegurarse de poner a Camila en la cárcel. Después de que Alicia colabora con Elena, la madre de Alejandro y Claudia (Denice Balelo), la exenamorada de Alejandro, Camila es detenida y trasladada a Perú para su juicio. Camila es sentenciada a cadena perpetua con un embarazo inminente después de que Eduardo soborna al fiscal y al juez para llevar a cabo su caso. Usando dinero para conseguir sus medios, Eduardo soborna a los guardias de la prisión en la penitenciaría de mujeres para que él pueda ser dejado solo con Camila y violarla. Sin embargo, Camila se defiende debido a la perforación de uno de los ojos de Eduardo lo cual ella logra con una aguja de tejer que usaba para tejer ropa para su bebé. Después de estar encerrada ilegalmente en un sótano oscuro dentro de la prisión, Camila se libera a través de la intervención de Flavio y el alemán que usan sus habilidades de periodismo para presionar y luchar contra la corrupción dentro de la prisión. Camila da a luz a una niña. Más tarde cuando ella vuelve a la cárcel con su bebé, hay una fuga de incendio en la cárcel después de que Eduardo sobornó a dos guardias femeninas para orquestar una prisión antidisturbios donde Camila entonces sería asesinada en la refriega. Durante la conmoción causada por el fuego, Camila se escapa con su hijo y sus compañeros de celda refugiándose en la casa de su niñera Heidi donde se esconden durante varios días. Posteriormente, Camila nuevamente como una mujer rica después de que Felipe Bayon (Marcelo Oxenford) le dejó toda su fortuna como expiación por hacer la apuesta con Eduardo, Camila y Heidi compran pasaportes falsos y escapan a Estados Unidos en donde Camila se establece como una magnate de la prensa y la radio en donde utiliza a la prensa para destruir a Eduardo y Alicia detallando todos los crímenes que estos han cometido en su contra.

## Reparto

### Principales
- Scarlet Ortiz - Camila Montes de Alba
- Segundo Cernadas -  Alejandro Novoa
- Yvonne Frayssinet - Florencia Montes de Alba
- Mariella Trejos - Juanita
- Bernie Paz - Eduardo Bonfil
- Katia Condos - Irene Novoa
- Fernando de Soria - Andrés Novoa
- Ana María Jordán - Merojita de las Casas
- Javier Delgiudice - Patrick
- Marisol Romero - Luciana «Lucy»
- Denice Balelo - Claudia Cantana
- Diego Spotorno - Alemán
- Carla Barzotti - Alicia García
- Ramsay Ross - John Perry
- Marcelo Oxenford - Felipe Bayon
- Mabel Duclós - Mabel Duelos
- Enrique Urrutia
- Patricia Frayssinet - Patricia Fraysinett
- Tony Vazquez
- Pilar Astete
- Luis Alberto Urrutia
- Carlos Falcone - Rodríguez
- Silvia Caballero